# Piła drobnozębna
Piła drobnozębna (Pristis pectinata) – gatunek drapieżnej ryby chrzęstnoszkieletowej, największy przedstawiciel rodziny piłowatych (Pristidae), poławiany gospodarczo, krytycznie zagrożony wyginięciem.

## Występowanie
Większość autorów uważa ten gatunek za kosmopolityczny, występujący w strefie wód ciepłych. W jego obrębie wyróżniono dwie populacje: atlantycką i pacyficzną. Badania morfologiczne i genetyczne sugerują, że zasięg występowania Pristis pectinata ogranicza się do wód atlantyckich (włącznie z Morzem Śródziemnym, choć w tym akwenie uznawana jest za wymarłą), a populacja pacyficzna stanowi odrębny takson.
Pristis pectinata występuje w przybrzeżnych wodach morskich, nad szelfem. Wpływa do wód głębokich, aby przedostać się do pobliskich wysp. Powszechnie spotykana jest w słonawych wodach ujść rzecznych, w lagunach i zatokach. Toleruje również wody słodkie. Często pływa tuż pod powierzchnią wody, tak że nad wodą widoczna jest jej płetwa grzbietowa.
Dawniej była gatunkiem powszechnie występującym. Bywała sporadycznie spotykana w polskich wodach Morza Bałtyckiego.

## Cechy morfologiczne

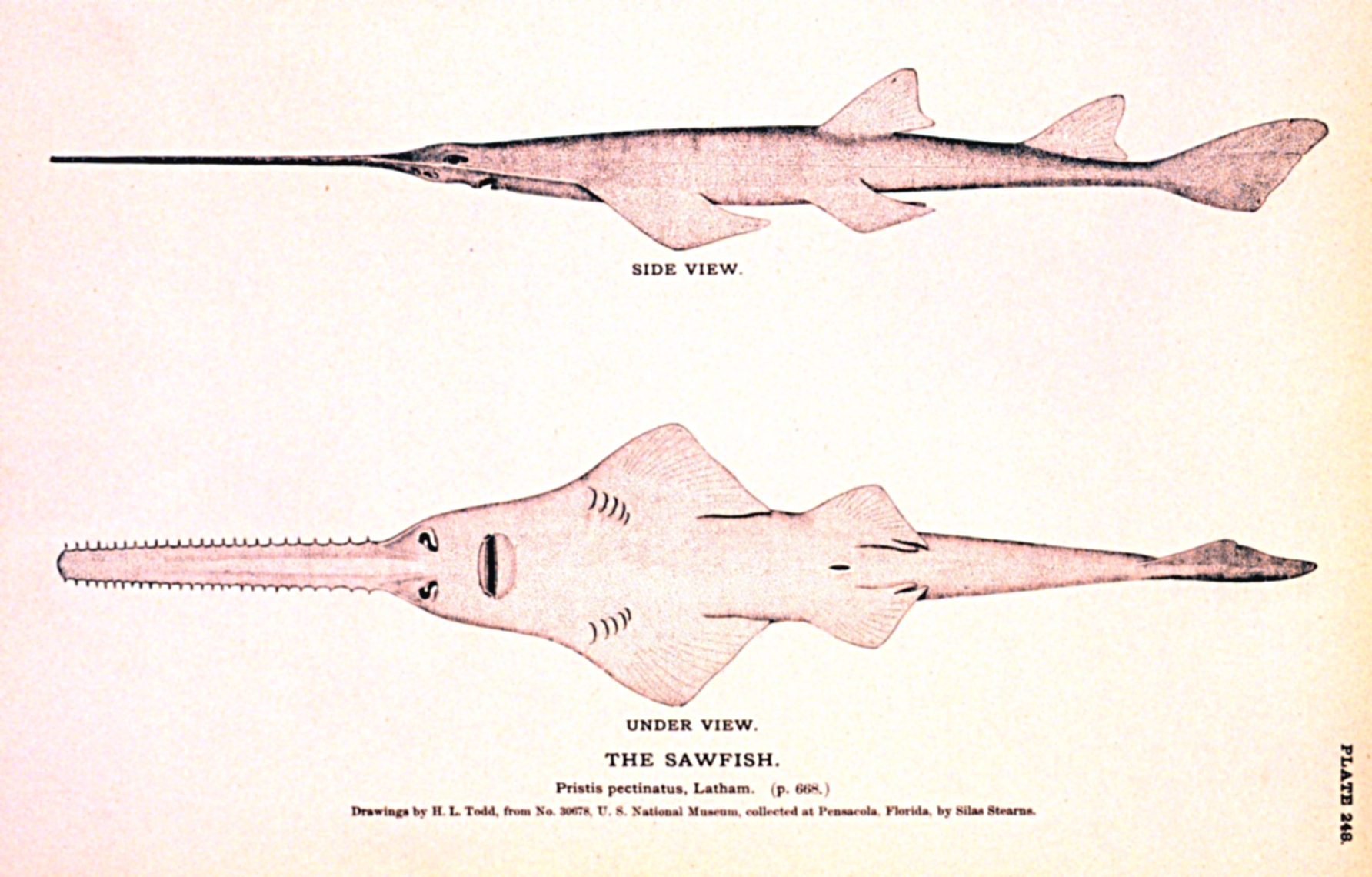
Wygląd: u góry – widok z boku; u dołu – widok od spodu

Ciało wydłużone, spłaszczone grzbietobrzusznie, zwłaszcza w przedniej części. Pysk silnie wydłużony w charakterystyczne rostrum, przypominające kształtem długi miecz lub piłę. Wzdłuż każdej z bocznych krawędzi rostrum osadzonych jest od 25 do 32 zębów, co odróżnia ten gatunek od piły zwyczajnej (P. pristis), u której liczba zębów mieści się w przedziale 16–20 na jednej krawędzi rostrum. Dolny płat płetwy ogonowej jest krótki. Pozostałe cechy budowy typowe dla piłokształtnych.
Piła drobnozębna osiąga rozmiary większe od piły zwyczajnej: przeciętnie 550 cm, maksymalnie 760 cm długości całkowitej (TL), wobec 200 cm (maksymalnie 500 cm) u piły zwyczajnej. Maksymalna odnotowana masa ciała P. pectinata wynosi 350 kg.

## Biologia i ekologia
Piła drobnozębna poluje na drobne ryby i na bezkręgowce wodne. Długie rostrum wykorzystuje do rycia w dnie morskim w poszukiwaniu pokarmu oraz do ogłuszania i zabijania ryb pelagicznych. Jak wszystkie piłokształtne, jest gatunkiem żyworodnym. Rozród odbywa się wiosną i latem. Rostrum młodych osobników jest miękkie, a jego ząbki nikłe, pokryte skórą.

## Znaczenie gospodarcze
Gatunek poławiany komercyjnie, głównie sprzętem haczykowym oraz w przyłowach, wykorzystywany jako ryba konsumpcyjna. Mięso młodych osobników uważane jest za delikates. Mięso starych pił jest twardsze i włókniste.
Olej pozyskiwany z pił drobnozębnych jest wykorzystywany w medycynie, przemyśle chemicznym i garbarskim. Dorosłe osobniki są preparowane w celach dekoracyjnych. Przez rybaków uważana jest za szkodnika, niszczącego sieci rybackie.

## Zagrożenia i ochrona
Głównym czynnikiem zagrażającym temu gatunkowi jest rybołówstwo. Dawniej był poławiany na dużą skalę, zwłaszcza w XIX w. i w początkach XX w. w południowo-wschodnich USA i prawdopodobnie od lat 60. do 80. XX wieku w Brazylii. Znaczny spadek liczebności populacji spowodował, że współcześnie jest rzadko spotykany. Długie i silnie uzębione rostrum czyni piłę drobnozębną szczególnie narażoną na zaplątanie się w sieci dowolnego typu. Przełowienie gatunku doprowadziło wprawdzie do braku opłacalności połowów celowych, ale duża śmiertelność w przyłowach stała się głównym zagrożeniem dla tej ryby.
Nie bez znaczenia dla przetrwania Pristis pectinata pozostaje negatywny wpływ degradacji i utraty siedlisk w całym zasięgu jego występowania – zwłaszcza zanieczyszczenie ujść rzecznych i dewastacja lasów namorzynowych.
Wszystkie gatunki piłowatych są objęte konwencją waszyngtońską  CITES (załącznik I).
W Czerwonej księdze gatunków zagrożonych Międzynarodowej Unii Ochrony Przyrody i Jej Zasobów Pristis pectinata została zaliczona do kategorii CR (critically endangered – krytycznie zagrożone wyginięciem).